# Audiocompressie
Het reduceren van het voor opslag of transport van audio gebruikte aantal bits heet audiocompressie. Bij een krachtige compressie (forse reductie van het aantal gebruikte bits) gaat de geluidskwaliteit achteruit (lossy compression). Er is ook lossless compression mogelijk waarbij de geluidskwaliteit hetzelfde blijft.

## Principes
De gebruikte technieken trachten de in het signaal aanwezige redundantie, die voortkomt uit het karakter van geluid, te benutten door alleen echt relevante signaalinformatie vast te leggen. Bijvoorbeeld kan hiervoor een transformatie naar het frequentiedomein worden uitgevoerd (bv. een Fouriertransformatie).
Daarnaast wordt vaak getracht gebruik te maken van maskering die optreedt bij het menselijk gehoor. Onhoorbare vervorming van het signaal wordt immers niet als vervorming ervaren, en is daarom in het algemeen toelaatbaar. Bij maskering wordt zowel gewerkt in het tijd-domein als in het frequentiedomein. In het tijd-domein zijn vervormingen vlak voor of na een 'hard' signaal toegelaten. In het frequentiedomein zijn afwijkingen die optreden in de buurt van een krachtig aanwezige frequentie, ook in een bepaalde mate toelaatbaar.

## Voorbeelden
Voorbeelden van audiocompressie-algoritmes zijn:
- MP3
- WMA
- ATRAC
- MT9
- Ogg Vorbis
- Opus
- SHN

## Compressieartefacten
Compressieartefacten worden veroorzaakt door niet-verliesvrije compressie. Vooral bij sterk gecomprimeerde audio krijgen dynamische passages en onvoorspelbare variaties in volume ongewenste bijgeluiden. Dit is goed hoorbaar, bijvoorbeeld bij een MP3-bestand gecodeerd op 96 kbit/s, van slagwerk en applaus. Door het compressiemechanisme zal harmonische vervorming optreden en het dynamische bereik afnemen.